# عملية إسكورت
عملية إسكورت (بالعبرية: מבצע אסקורט، مفيتسا إسكورت) هي عملية إسرائيلية نفذها مقاتلين من وحدة الكوماندوز البحري الإسرائيلي شايطيت 13 ليلة 9/8 سبتمبر 1969، بهدف إغراق زورقي طوربيد مصريين في ميناء راس سادات جنوب السويس، تمهيداً لعملية الإنزال البرمائي الإسرائيلي في الزعفرانة، «عملية رافيف». كانت هذه أول عملية تُكلف فيها شايطيت 13 بإغراق قطعة بحرية خلال حرب الاستنزاف.

## خلفية تاريخية
نتيجة الخسائر الكبيرة التي أحدثتها المدفعية المصرية في صفوف القوات الإسرائيلية جراء القصف المستمر على نقاط خط بارليف طول قناة السويس، أرتأت القيادة الإسرائيلية القيام بعملية كبيرة رداً على ذلك وتقرر أن تكون هذه العملية عبارة عن عملية إنزال برمائي على منطقة الزعفرانة على الساحل الغربي للبحر الأحمر جنوب السويس.
خشيت القيادة الإسرائيلية من أن وجود زورقي طوربيد مصريين في ميناء راس سادات شمال خليج السويس، قد يُعرض العملية للخطر إذا ما اعترض هذان الزورقان أو أحدهما القوة الإسرائيلية المحمولة على ثلاث سفن إنزال والتي لن نستطيع مواجهتهما وكان هذان الزورقان يخرجان في دوريات منتظمة في المنطقة لذلك كان يجب تحييدهما قبل بدء العملية الرئيسية.
في البداية اُقتُرحّ ضرب الزورقين جواً بواسطة الطائرات الإسرائيلية لكن نظراً لأن القيام بهجوم جوي قد يؤدي إلى مزيد من التصعيد العسكري المصري الذي عادة ما يُصاحب القصف الجوي الإسرائيلي فقد تقرر توكيل مهمة إغراق الزورقين إلى شايطيت 13 عن طريق الغوص أسفل الزورقين وزرع ألغام لاصقة فيهما.
هدفّت العملية إلى غرضين؛ أولاً تحجيم قدرة البحرية المصرية على اعتراض القوة البحرية الإسرائيلية وثانياً تشتيت انتباه القيادة المصرية بعيداً عن موقع الإنزال البرمائي الإسرائيلي نحو الشمال.

## العملية
كلفّ قائد وحدة شايطيت 13 زئيف ألموغ فريقين من الكوماندوز البحري مكون من ثمانية مقاتلين بتنفيذ المهمة، التي أُطلق عليها (عملية إسكورت)، تحتم على كل فريق من أربع أفراد تدمير زورق بعينه مع قطع الاتصال بين الفريقين خلال العملية في صمت لاسلكي تام، نَقَلّت سفن إسرائيلية الفريقين عبر خليج السويس وعند نقطة معينة نزل الفريقين إلى الماء ومعهما غواصات قزمية للتسلل بواسطتها تحت الماء إلى ميناء راس سادات حتى لا يتم رصدهما.
كانت هذه الغواصات في الأصل اختراع إيطالي باسم الخنزيرة (مايالي) واستُخدمّت خلال الحرب العالمية الثانية في القوات البحرية الخاصة التابعة للبحرية الملكية الإيطالية.
في المرة الأولى للعملية، ليلة 5 سبتمبر، لم يجد أفراد الفريقين الزورقين والذين كانا قد خرجا في دورية فعادوا من حيث أتوا بعدما كُشفّ وجودهما وأطلقت عليهم النيران بكثافة لكنهم استطاعوا تفاديها والعودة دون خسائر. وفي ليلة 9/8 سبتمبر وجدوا الزورقين راسيين في الميناء ونجح كل فريق في زرع لغم لاصق أسفل بدن كل زورق، ثم انسحبوا بهدوء وانفجر كلا الزورقين وغرقا لكن أثناء انسحاب أحد الفريقين الإسرائيلين، انفجرت غواصة قزمية ذاتياً عن طريق الخطأ وكان الإسرائيليون يُفخخون هذه الغواصات حتى تنفجر ذاتياً إذا ما وقعّت أحداها في أيدي أفراد القوات المصرية. تسبب انفجار الغواصة في مقتل ثلاثة أفراد من شايطيت 13 على الفور هُم: الرائد رافائيل (رافي) مالكا والملازم أول شلومو إيشيل والرقيب عوديد نير واضُطرّ الناجي الوحيد من الفريق آريه (آريو) إسحاق إلى ربط أجساد القتلى بحبل ثم السباحة وهو يسحبهم، حتى عثرت عليه مروحية سوبر فريلون.

## النتيجة
في اليوم التالي من عملية إسكورت بعد التأكد من غرق زورقي الطوربيد بدأت عملية رافيف الرئيسية حيث نزلت قوة إسرائيلية مدرعة محمولة بحرياً في الزعفرانة، دون اعتراضها وعاثت فساداً بالمنطقة مسببةً خسائر كبيرة قبل انسحابها، دون أن تخسر فرد أو آلية من جانبها. يعزو الفضل لنجاح عملية رافيف الكبير إلى نجاح عملية إسكورت.
من جانبه، أشاد رئيس الأركان آنذاك، حاييم بارليف، في خطاب تقدير خاص أرسله إلى قائد شايطيت 13 زئيف ألموغ، بعملية إسكورت، في حين أٌقيل قائد القوات البحرية المصرية فؤاد محمد أبو ذكري، لفشله في تحريك أي قطعة بحرية تتصدى للقوة الإسرائيلية المُهاجمة من موانيء الأدبية ومرسى ثلمت والغردقة وسفاجا وبرنيس والتي كانت تتواجد بها قطع بحرية مصرية كان بإمكانها اعتراض القوة الإسرائيلية ولو في انسحابها بعد غارتها التي استمرت عشر ساعات.

## للمزيد من القراءة
- شايطيت 13، زئيف ألموغ